# 아런트 헤이팅
아런트 헤이팅(네덜란드어: Arend Heyting, IPA: [ˈaːrənt ˈɦɛitɪŋ], 1898년 5월 9일~1980년 7월 9일)은 네덜란드의 수학자이다. 라위트전 브라우어르의 직관주의 수학을 계승하여, 직관 논리를 엄밀히 정의하였다.

## 생애
1898년 암스테르담에서 태어났다. 아버지 요하너스 헤이팅(네덜란드어: Johannes Heyting)과 어머니 클라리사 콕(네덜란드어: Clarissa Kok) 둘 다 교사였고, 아버지는 고등학교 교장을 맡았다.
어려서 공학자가 꿈이었으나, 곧 수학에 관심을 갖게 되었다. 1916년 암스테르담 대학교에 입학하여, 라위트전 브라우어르 아래서 공부하였고, 1922년에 석사 학위를 받고 졸업하였다. 이후 고등학교 교사로 일하였으며, 교직과 더불어 수학 연구를 계속하였다. 1925년에 브라우어르 밑에서 박사 학위를 수여받았다.
1929년에 요하너 프리데리커 네이엔하위스(네덜란드어: Johanne Friederieke Nijenhuis)와 결혼하였고, 총 11명의 자녀를 두었다. 그러나 이 결혼은 1960년에 이혼으로 끝났다.
1936년에 암스테르담 대학교 연구원(Privatdozent)이 되었고, 이듬해 조교수가, 1948년에 정교수가 되었다.
1968년에 은퇴하였고, 1980년에 스위스 루가노에서 사망하였다.